# Torricella-Taverne
Torricella-Taverne est une commune suisse du canton du Tessin.

Photo aérienne (1964).